# Phryganogryllacris brevixipha
Phryganogryllacris brevixipha är en insektsart som först beskrevs av Brunner von Wattenwyl 1893.  Phryganogryllacris brevixipha ingår i släktet Phryganogryllacris och familjen Gryllacrididae. Inga underarter finns listade i Catalogue of Life.